# Schweifdrehen

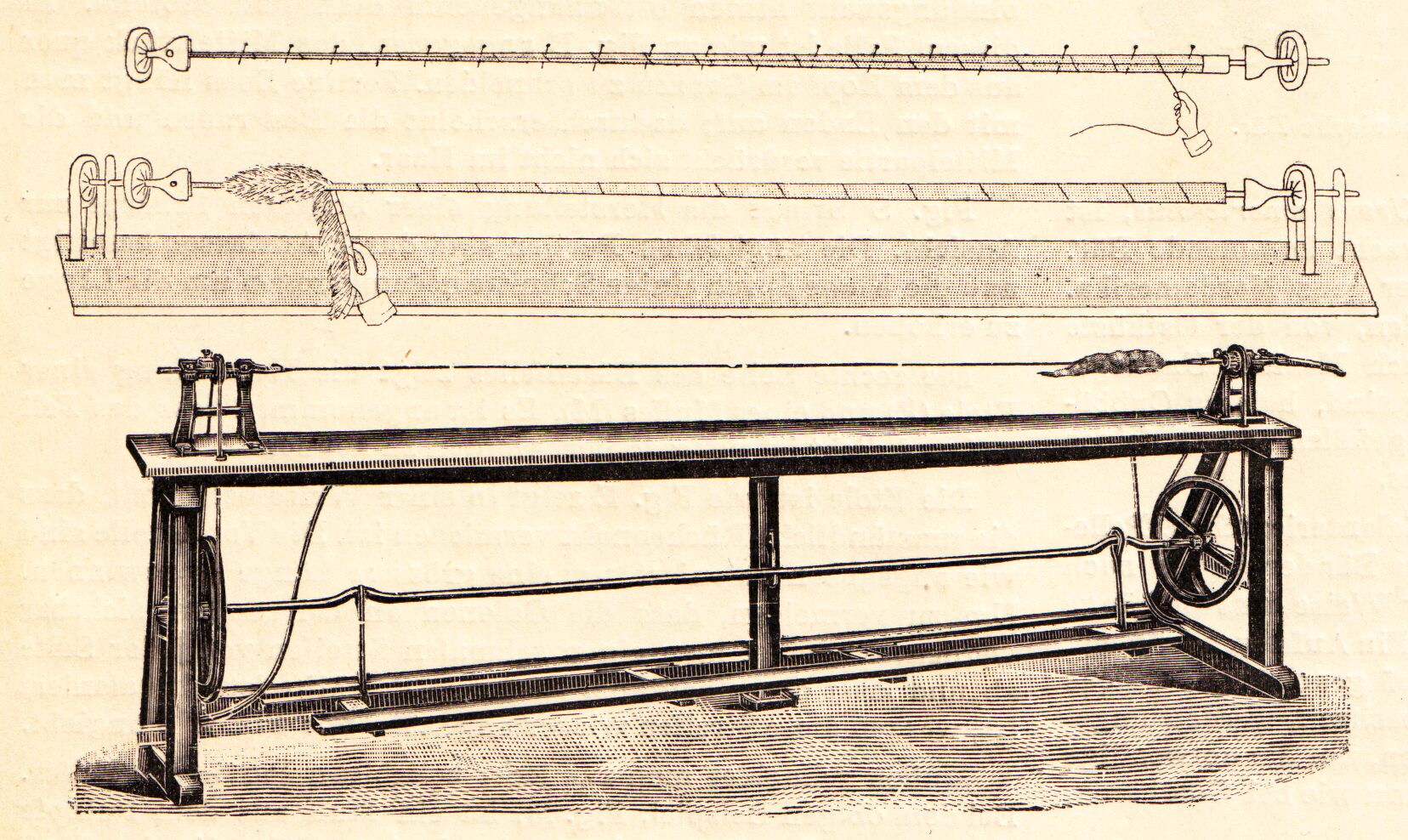
Schweifdrehmaschine (ca. 1905)

In der Pelzbranche wird mit wenigen Ausnahmen jeder behaarte Tierschwanz als Schweif bezeichnet. Das Schweifdrehen war über etliche Jahrzehnte ein wichtiger Handwerkszweig der deutschen Pelzindustrie, ein Fachlexikon nennt die Verwendung sogar als zuzeiten ins Gigantische gestiegen. Verwendet wurden hierfür vor allem die bei der Pelzverarbeitung abfallenden Fellreste. Nach dem Zweiten Weltkrieg nahm es an Bedeutung schnell ab, einer der letzten deutschen Schweifdreher gab vor 1984 in Leipzig im Alter von 90 Jahren seinen selbständig ausgeübten Beruf auf. 2009 gab die inzwischen 102-jährige Herta Böttger aus Frankfurt an, dass sie die einzige Frau in Europa wäre, die dieses Handwerk noch beherrsche. Sie stammte ebenfalls aus Leipzig, wo sie den Beruf bei ihrem Vater in dessen Fehschweiffabrik erlernt hatte.
Über eine eventuell außerhalb Deutschlands noch existierende oder wiederbelebte Schweifdreherei scheint nichts bekannt. Eine ähnliche Technik wird beim Pelzweben beziehungsweise Pelzflechten angewendet, bei dem schmale Fellstreifen in und um die Fäden textiler Gitterstoffe verwoben werden. Die arbeitsaufwändigen Produkte werden fast ausschließlich in Asien produziert.

## Allgemein
Garnierungen aus behaarten Fellschwänzen, den Schweifen, spielten in der Pelzmode immer eine mehr oder weniger große Rolle. Die auffälligste und häufigste Verwendung fand seit dem frühesten Mittelalter der Hermelinschweif an „geschwänzter“ Hermelinkleidung. Hermelinfell war Bestandteil der dem ritterlichen Stand und den Doktoren vorbehaltenen Kleidung. Das auch im übertragenen Sinn „reine Weiß“ des Hermelin-Winterfells hat dazu geführt, dass es durch Jahrhunderte als Symbol der Reinheit und Makellosigkeit ein Kennzeichen fürstlicher oder richterlicher Gewalt war. Bis heute ist der weiße Pelz mit den charakteristischen schwarzen Schwanztupfen Bestandteil manchen Krönungsornats.
Die Materialien der Schweifdreher waren Reste, unter anderem von Fuchsfellen, Hasenfellen, Kaninfellen, Ziegenfellen, Wolfsfellen oder Ähnlichem. Es wurden auch Schweife aus ganzen Ziegenfellen gedreht, die unter der Bezeichnung „Fuchslinschweife“ gehandelt wurden. Um 1900 waren die sonst wenig begehrten Zibetkatzenfelle auf einmal sehr gesucht, sie wurden, skunksartig eingefärbt, in schmale Streifen geschnitten und zu Schweifen gedreht und dienten als Ersatz für die teuren Fuchsschweife.

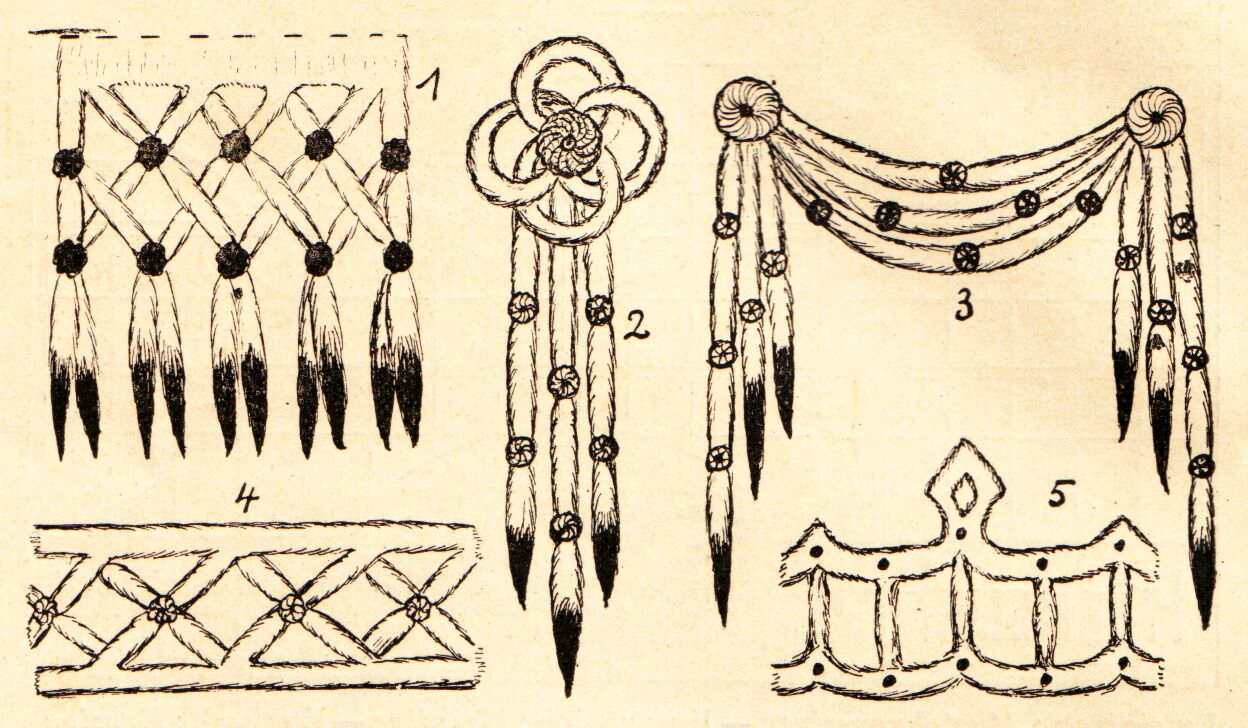
Originaltext (ca. 1905): „Zum garnieren von Hermelin oder mit Hermelin besetzten Sachen, lassen sich gefällige Motife aus Hermelin herstellen. Fig. I zeigt eine Frange als Abschluss einer Etole. Es werden Streifen aus Hermelin der Länge nach geschnitten und rund, ungefähr eine Schweifstärke, über eine Schnur verzogen. Dann werden diese Schnüre nach einem Muster auf ein Brett gesteckt, mit Knoten aus Seiden oder Genillenpassementerie befestigt und als Abschluss Schweife angenäth. Diese Knoten aus schwarzer oder weisser Passementerie dienen um die zusammengehefteten Stellen zu bedecken und gleichzeitig als Zierde. Fig. 2 + 3 sind als Garnitur für die Brust von Etolen oder Mänteln gedacht. Die Herstellung ist dieselbe. Fig. 4 + 5 sind als Besätze für Kleider (Brautkleider, Ball u. s. w.) bestimmt. Die Einfasstreifen sind einfach Pelz, die Vergitterung rund verzogen gedacht.“

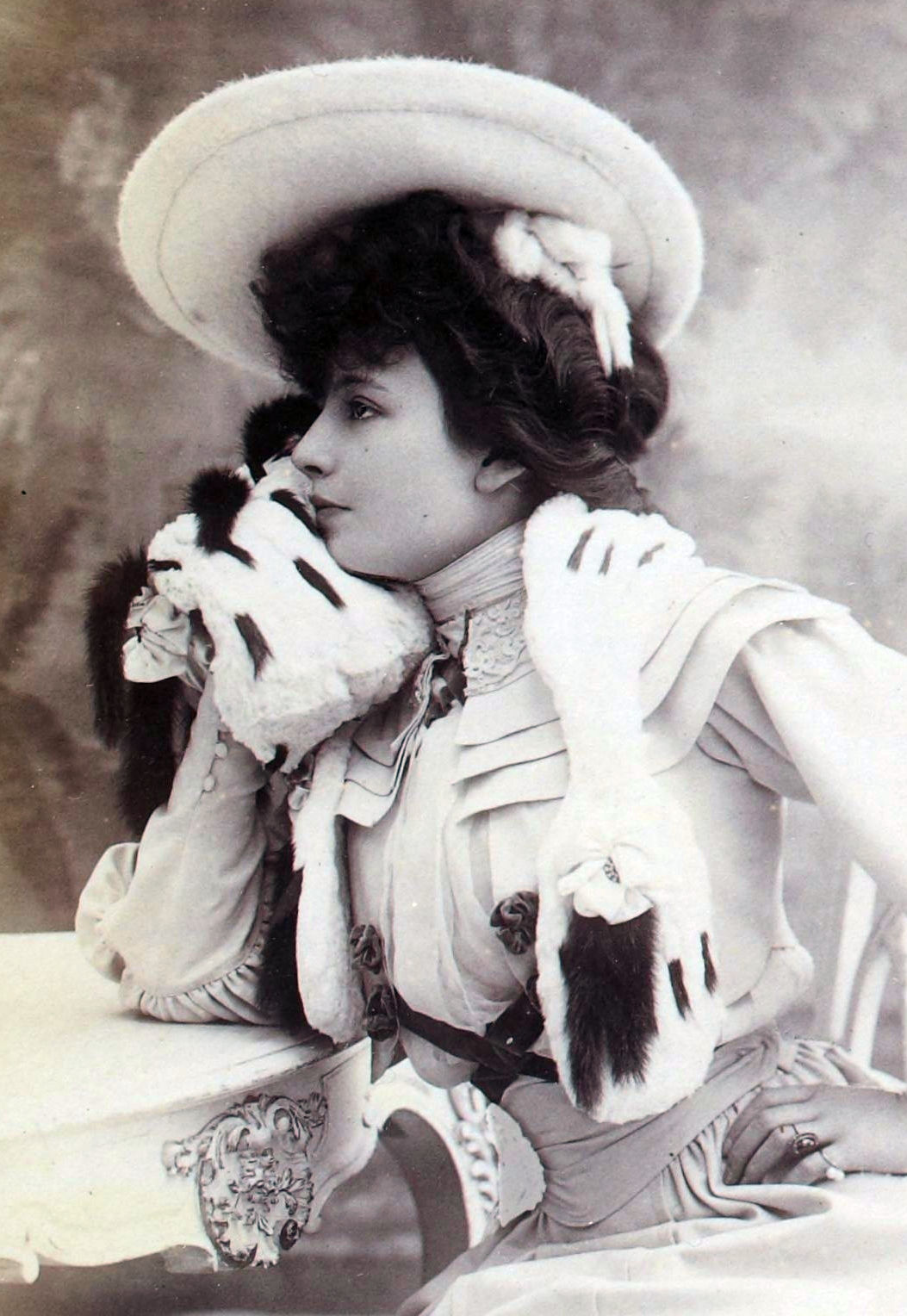
Die Schauspielerin Geneviève Lantelme mit Garnituren aus Hermelin- und Marderschweifen (nach 1900)

Die maschinelle Ausstattung der Betriebe bestand im Wesentlichen, außer der Schweifdrehmaschine und, allerdings in viel kleinerem Ausmaß, aus den gleichen Maschinen wie die der Pelzzurichter und Pelzfärber. Das waren Zentrifugen, Läutertonnen, Schütteltonnen und Farbfässer.
Ein Kürschnerfachzeitschrift beschrieb nach 1900 die Schweif- und Boadrehmaschine:
Bei dem Aufdrehen von Boas aus rauchem Pelzwerk, wie Bär, Wolf, Fuchsschweife, u. s. w., wird als Füllung gewöhnlich eine starke Schnur oder ein breites festes Band verwendet, das mit aufgelöstem Kautschuk bestrichen wird. Nachdem das untere Ende des Boas an die Schnur festgenäht wurde, beginnt von unten angefangen das Aufrollen des Fellbandes. Indem man mit einer Hand das Fellband fest aufrollen lässt, streicht man mit der Anderen die Haare nach unten, damit möglichst wenig zwischen die Ringe eingeklebt werden.
Ist jedoch ein Boa aus flacherem Pelz, wie beispw. Pekan oder Zobelschweife zu drehen, so ist zunächst notwendig ein Füllung über einen Holzstab herzustellen die dem Boa die notwendige Stärke verleiht. Es ist immer anzuraten, das Fellband zunächst probeweise auf den Stab zu drehen um sich den Effekt des fertigen Boas vor Augen zu führen. Ist der Stab als die genügende Stärke befunden worden, reibt man ihn etwas mit Seife ein und spannt ihn in die Maschine. Ueber den Stab nun spannt man einen Streifen Atlas oder glattes festes Band mit Stecknadeln fest und rollt einen Zwirnfaden darüber. Dann werden die Nadeln herausgezogen, Kautschuk aufgestrichen und der Boa aufgedreht. Nachdem er genügend getrocknet ist, wird der Stab herausgezogen und der dadurch entstandene leere Raum mit Wolle ausgefüllt die man in der Stärke des Holzstabes, mittels einer schweren Nadel eingleiten lässt. Dann werden die beiden Hälften aneinandergenäht und die Enden durch Ansetzen eines passenden Stückes geschlossen. Gedrehte Boas müssen immer mit grosser Vorsicht gut ausgekämmt und mehrmals eingestrichen werden.
Größtenteils wurden die ungegerbten Fehschweife anfangs nur in Schweife gedreht, die zu Besätzen an Stolen, Muffen und anderem verwendet wurden. Ende der 1880er Jahre bis Mitte 1895 wurden aus den Fehschweifen fast ausschließlich lange Boas gedreht, die hauptsächlich nach England gingen. Etwa seit 1910 wurden daraus auch lange Streifen als Besatz gefertigt. Die schlangenförmigen, in einer Spitze endenden Boas aus Fell sowie Federboas waren insbesondere in den 1880er Jahren eine große Mode. Fehschweifboas waren gegenüber solchen aus Straußenfedern oder anderen Naturprodukten relativ preiswert, sie wurden häufig bis zu einer Länge von 2,75 Metern hergestellt.
Auch waren die Muffe, Schulterkragen, Capes und Stolas aus gedrehten Fehschweifen durchaus dankbar im Tragen. Philipp Manes fiel ein großer Schal auf, der nach zwanzig Jahren noch wie neu wirkte. Anfangs wurden auch die Fehschweife noch mit der Hand auf Schnüren zusammengesetzt. Es war eine unerlässliche Bedingung, dass diese Schnüre aus bestem Material bestanden, ganz glatt waren und nicht den geringsten Knoten enthielten. So bezahlte man den für damalige Zeiten hohen Preis von 3,50 Mark für 500 Gramm Schnur.
Die Schweifdrehmaschine für den Kürschner wurde an anderer Stelle so beschrieben:
Bei der Verarbeitung der Pelze bedient sich der Kürschner einer einfachen Drehvorrichtung, mittels welcher er durch spiralförmiges Aufwinden dünner Fellstreifen von Hasenwammen, Ziegen usw. einen Walzenköper zusammenwindet, der wie eine Rundbürste aussieht. Die Achse dieses Zylinders wird durch einen Hanffaden gebildet. Die Vorrichtung lässt sich an jedem Nähmaschinengestell anbringen und durch dessen Tretmechanismus bedienen.
In seinen Memoiren schreibt der Leipziger Rauchwarenkaufmann Walter Krausse über den Gründer seines Unternehmens, den sehr innovativen Rauchwarenhändler Friedrich Erler: „Ob Gottl. Friedr. Erler auch die Schweifdrehmaschine erfunden hat, auf der sich später eine weitere jetzt selbständige Industrie aufbaute, konnte ich nicht feststellen. Eine bei unserer Firma noch vorhandene, ziemlich ursprünglich anmutende Maschine möchte dies aber vermuten lassen.“
Anfangs gab es nur einzelne Schweifdreher, einige größere Produktionen bestanden in den 1870/1880er Jahren in Berlin. Nach einer Aussage aus dem Jahr 1913 waren die Schweif- und Boadreher allerdings bereits auf der Ostermesse des Jahres 1833 „lebhafte Käufer natureller Fehschweife, neben den bereits damals bereits erfundenen preismachenden Fellspekulanten ohne Fachkenntnisse“.
Der Handel mit Fellstücken wurde schon immer weitgehend von griechischen Händlern ausgeübt, die ihre in Deutschland eingekaufte Ware in ihre Heimat in die beiden Kürschnerorte Kastoria und das nahe gelegene Siatista exportierten. So lag um 1911 auch die Fabrikation von imitierten Hermelinschweifen und Skunksschweifen ganz in griechischen Händen, Skunksschweife machten den teureren Fehschweifen bald erhebliche Konkurrenz. Es entstand nun, insbesondere in Leipzig, eine eigene Schweifindustrie, in der Höchstzeit nach 1900 beschäftigten sich 26 Betriebe damit. Die bekanntesten davon waren Otto Jähnichen & Co., L. Nomis & Co., Gebr. Jährling, G. Berger, Buslik G. m. b. H., die Raja Werke AG u. a. Bis auf die Herstellung von Ziegenschweifen verlagerte sich auch die Berliner Schweifproduktion nach Leipzig und bediente von dort den gesamten Weltmarkt, der große Abnehmer war anfangs England, in Amerika begann man sich erst etwa Anfang der 1920er Jahre nennenswert dafür zu interessieren. Allerdings warb 1897 der Leipziger Max Rabe bereits in einer amerikanischen Fachzeitschrift für seine gedrehten Feh- und Fuchsschweife und Fellreife. 1929 bestanden noch 16 Leipziger Schweiffabriken. Die Firmen B. Buslik, Leon Nomis und S. Goldstaub erlangten später auch als Konfektionäre Bedeutung. Für viele der Unternehmen bedeutete die Judenverfolgung des Nationalsozialismus das Aus. Auch der wesentliche Berichterstatter über die deutsche Rauchwarenwirtschaft einschließlich der Schweifdreherei, Philipp Manes, wurde mit dem letzten Transport aus dem Ghetto Theresienstadt ins Vernichtungslager KZ Auschwitz-Birkenau überführt, und dort ermordet.

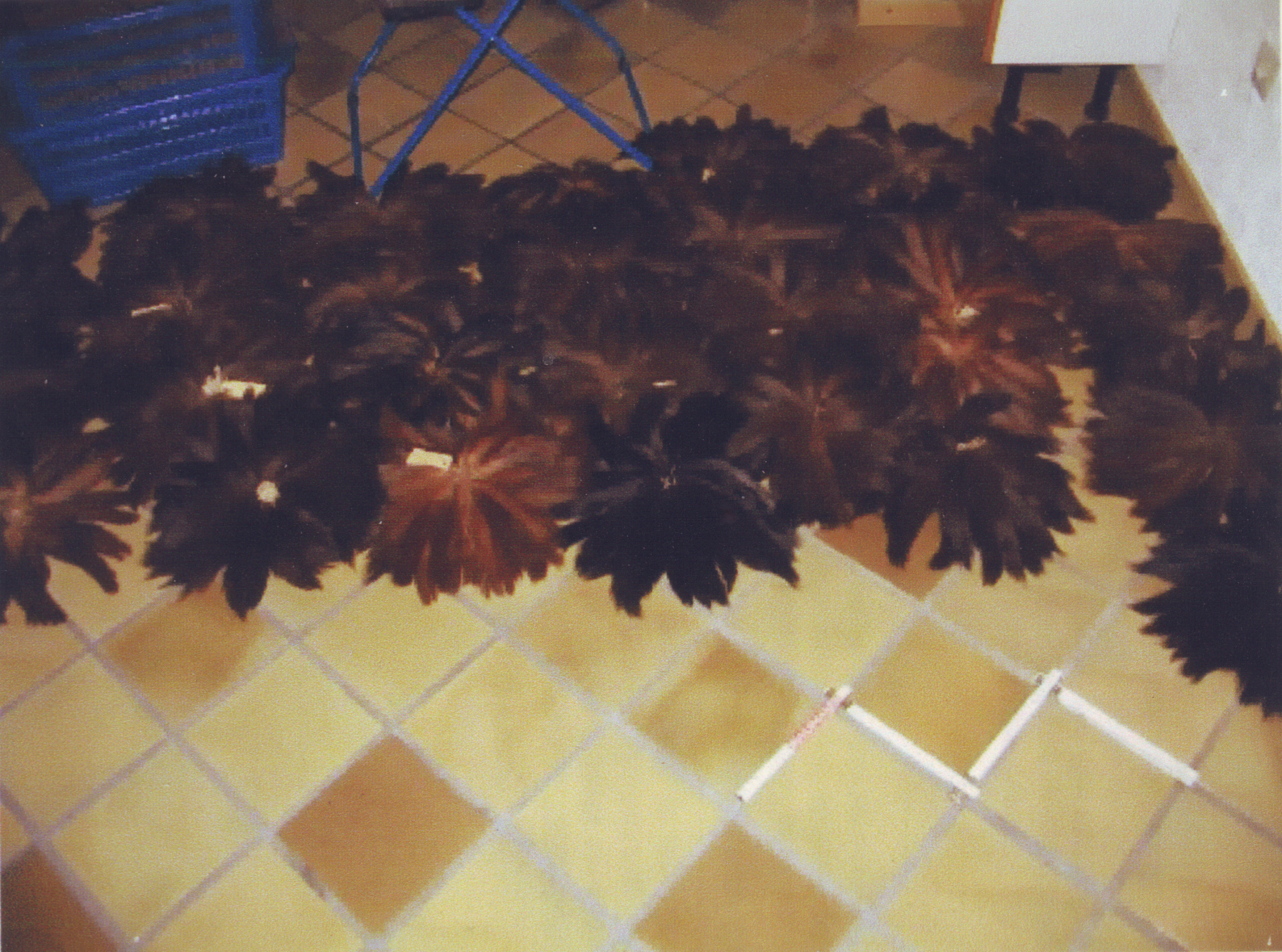
Alter Restbestand gefärbter, gedrehter Fehschweife eines Fellhändlers (ca. 2005)

Mit dem Rückgang der geschwänzten Hermelinmode wurden gedrehte Fehschweife der wichtigere Handelsartikel, die Fehschweifdreher bildeten eine eigene Branche in der Pelzfabrikation. „Mehrere tausend fleißiger Hände“ waren damit beschäftigt, die ganze Welt mit diesem Spezialartikel zu versehen. Diesen Wirtschaftszweig hatte Ende der 1840er Jahre der Rauchwarenfärber Wilhelm Prätorius in Leipzig eingeführt, sein Werkmeister Wilhelm Seidler, der nach dem frühen Tod Prätorius „mit der Hand der Witwe Prätorius auch von dem Geschäfte Besitz ergriffen hatte“, führte das Geschäft weiter. Die Firma bestand noch 1940, wo sie unter dem alten Namen vom Obermeister der Kürschnerinnung Oscar Wencke „im Sinne des Begründers“ weiter geführt wurde.

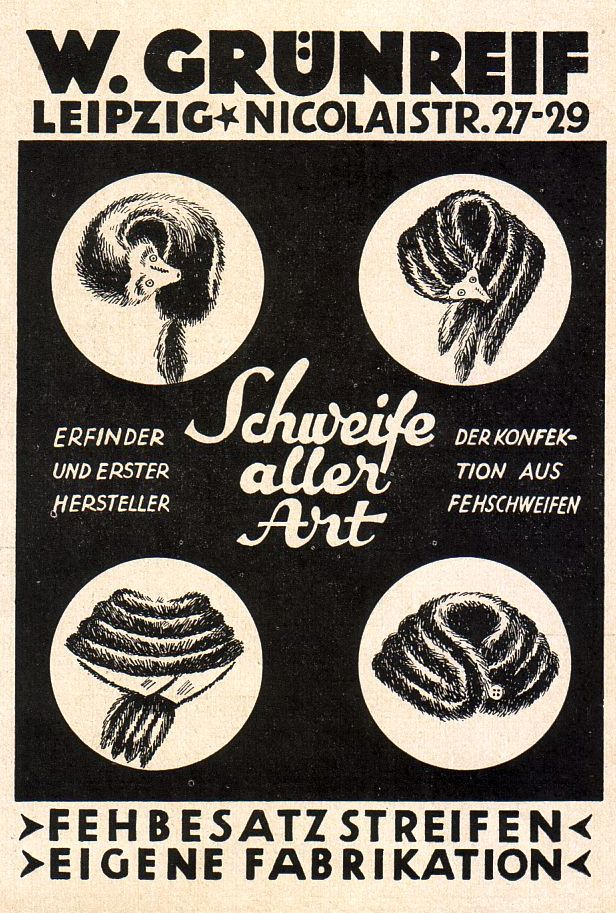
Anzeige des Leipziger Schweifdrehers W. Grünreif (1925)

Eine weitere, besonders bedeutende Fehschweifdreherei war die 1888 von Wilhelm Grünreif gegründete Firma W. Grünreif. Er warb mit dem Hinweis: „Erfinder und erster Hersteller der Konfektion aus Fehschweifen“. Grünreif hatte seine Kenntnisse von Wilhelm Prätorius erworben. Er war in der Lage, seinen Betrieb ausschließlich mit dieser Spezialarbeit aufrechtzuerhalten. Der Stammbetrieb in Leipzig beschäftigte in eigener Fabrik durchschnittlich 300 Mitarbeiter. Für Kleinkonfektion aus Schweifen besaß die Firma bald so etwas wie eine Monopolstellung in der Rauchwarenbranche, bei Millionenumsätzen konnte sie bis zu 85 Prozent exportieren, insbesondere nach England, Italien der Schweiz und in die Nordstaaten. Wegen des besonders nach dem Ersten Weltkrieg gestiegenen Exportanteils errichtete man eine Tochtergesellschaft in London. Nach dem Ableben des Gründers wurde der Betrieb von Robert Töpfer in erweitertem Umfang fortgeführt. Bei dem verheerenden Luftangriff auf Leipzig im Jahr 1943 kam auch Robert Töpfer ums Leben, die Geschäftsräume mit allen Lagern wurden völlig zerstört. Seine Tochter, Herta Böttger, führte die Firma weiter. Sie stellte in der Zeit der Materialknappheit den Betrieb „nach längeren Versuchen“ auf die Verwendung von Kaninabfällen um. Nach dem Zweiten Weltkrieg war die jetzt in Frankfurt am Main ansässige Firma schließlich die letzte noch tätige Schweifdreherei in der deutschen Bundesrepublik. Im Nachkriegsjahr 1949 hieß es in einer Fachzeitschrift: „Wie häufig fehlt aber an den zu verarbeitenden Pelztieren der passende Schweif. Als Spezialität liefert die Firma H. Böttger K.G., Frankfurt/M., Weißfrauenstraße 12, welche auch Auslieferungslager der altbekannten Leipziger Schweiffabrik W. Grünreif ist, Schweife aller Art in den verschiedensten Größen, Farben und Sorten“.

Kolliers aus gedrehten Schweifen mit Rosetten
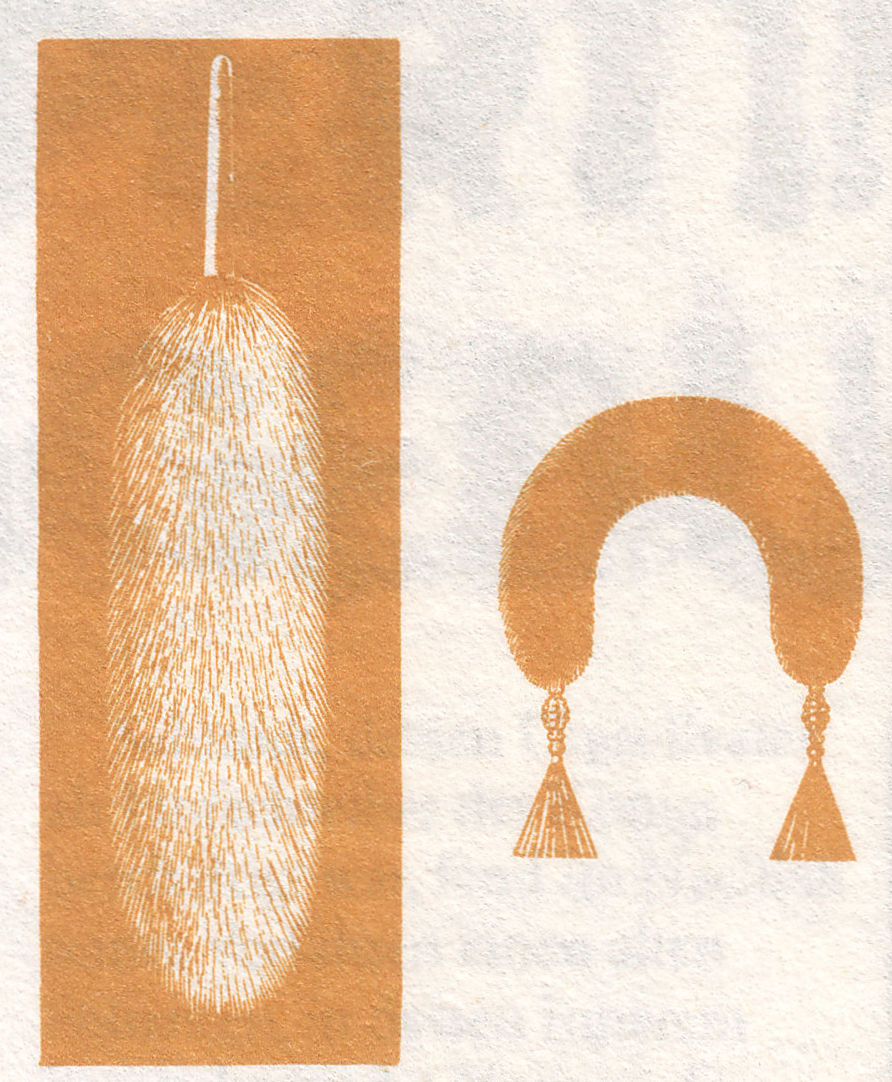
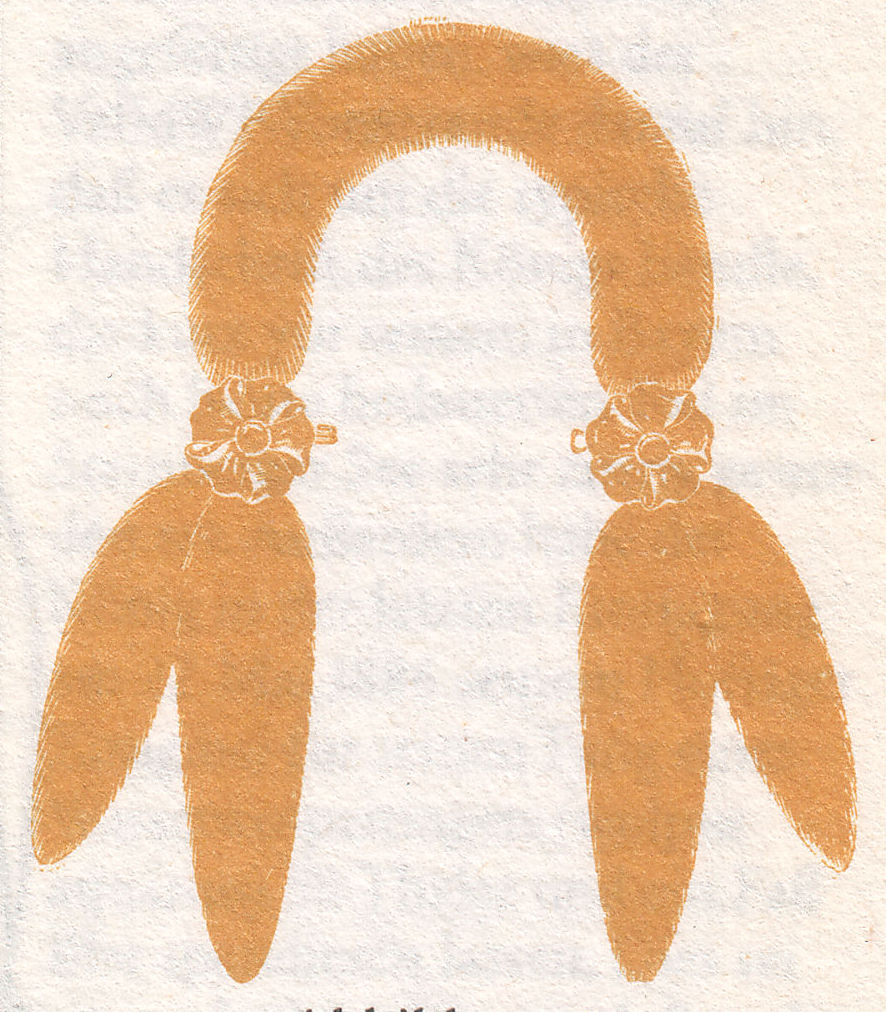
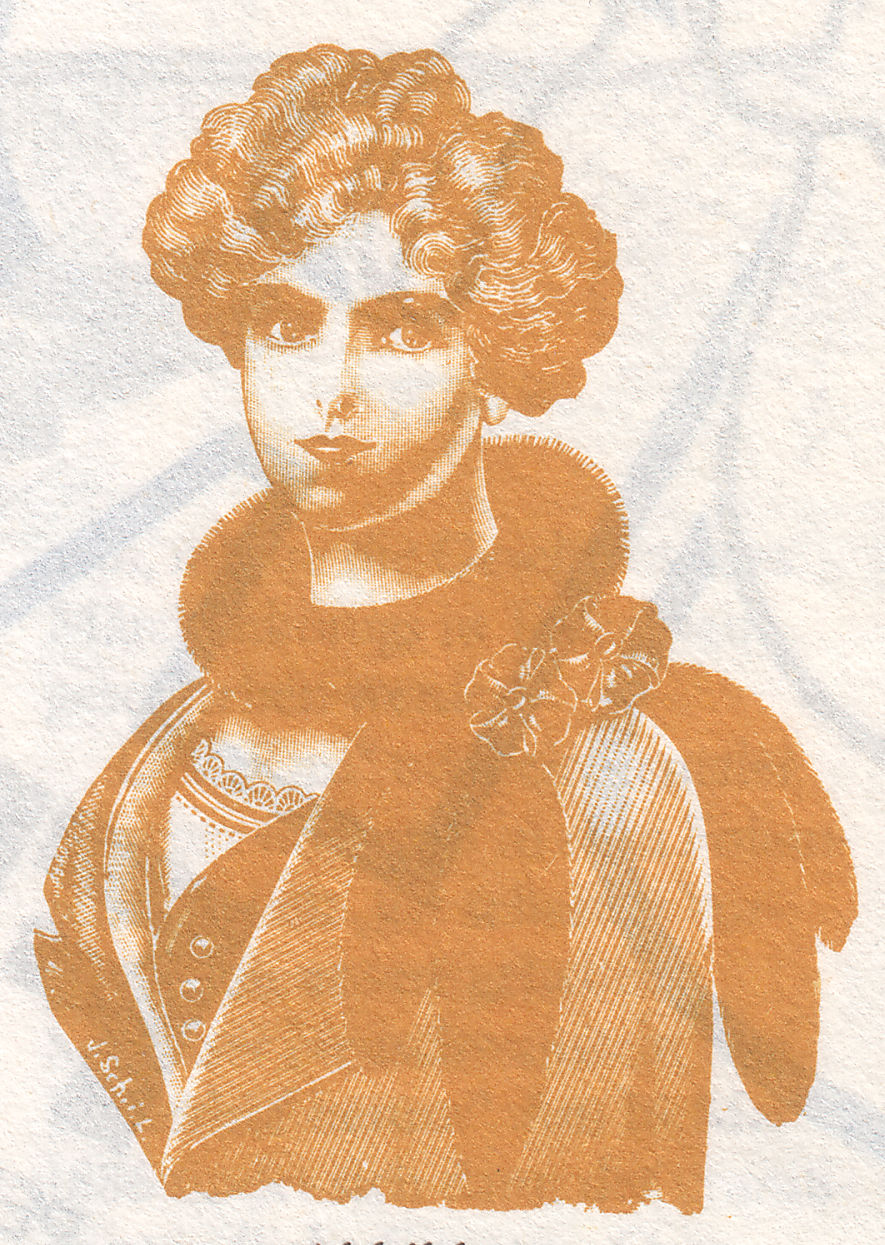

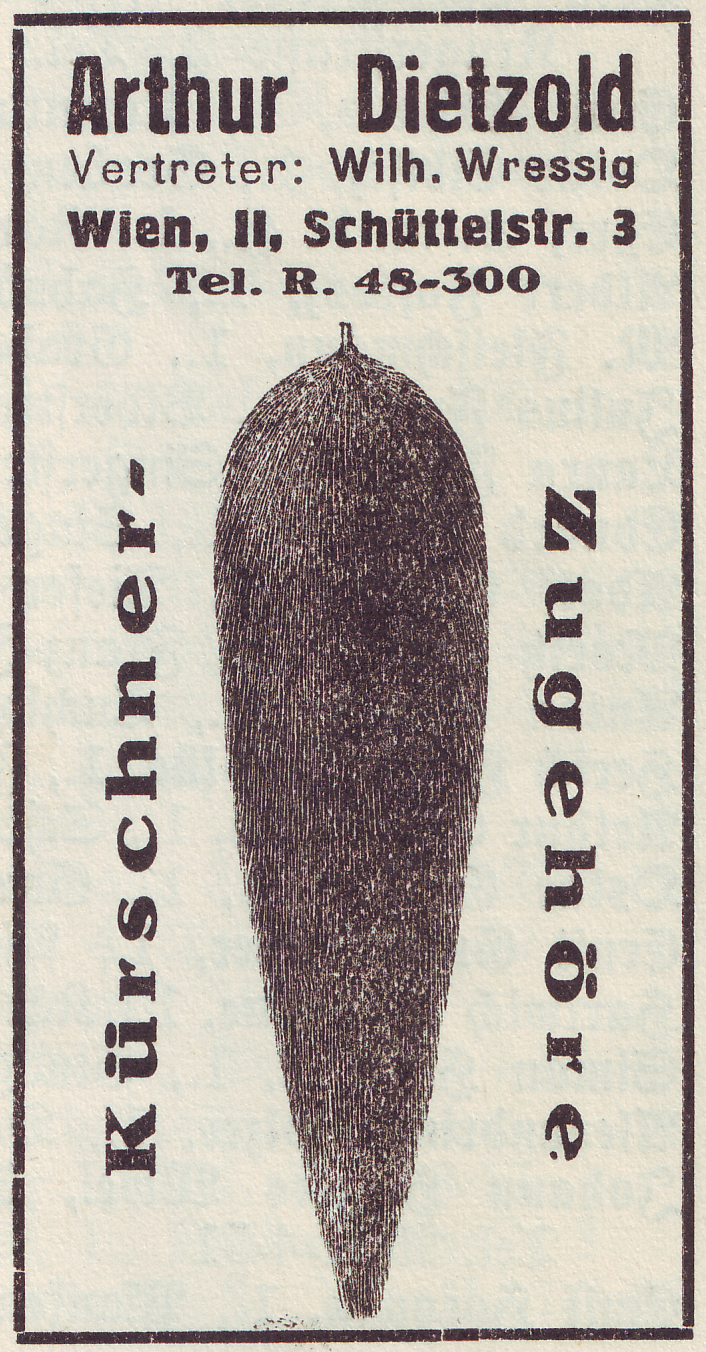
Anzeige der Wiener Kürschner-Zugehör-Firma Arthur Dietzold mit einem gedrehten Schweif (ca. 1936)

Die Entwicklung der Fehschweifdrehereien wurde als Beispiel herausgestellt, wie sehr die Leipziger Rauchwarenwirtschaft sich wandeln und auf neue Bedürfnisse einstellen konnte. Mit der Mode änderte sich der Beschäftigungsgrad und die Beschäftigungsweise dieser Spezialindustrie stark. Ab Mitte der 1880er Jahre wurden alle Fehschweife die überhaupt im Handel zu erhalten waren für Boas verwendet. Im Jahr 1896 begann die Verarbeitung von kürzeren, gedrehten Fehschweifkolliers, die in Posamenten-Rosetten endeten oder später auch in mehrere Schweife verzweigten. R. Töpfer, der Mitinhaber der Firma W. Grünreif, machte 1919 eine für die Fehschweifproduktion bedeutende Erfindung. Sie ermöglichte es, gedrehte Fehschweife als Fläche zu attraktiven Kragen, Schals, Capes und Muffen zu verarbeiten. Da er sich das Verfahren nicht patentieren ließ, fand es sehr schnell Nachahmer.
Bis zum Ersten Weltkrieg wurde der größte Teil der rohen Fehschweife in Russland gekauft, wo große Fabriken zur Fehzurichtung bestanden. Ein vergleichsweise kleiner Teil wurde erst in Deutschland abgeschnitten. In beiden Fällen wurden die Schweife nach den Herkunftsgebieten sortiert gehandelt. Der Erlös aus dem Verkauf eines Schweifes deckte zeitweilig die Zurichtkosten des Fehfelles. In den 1920er Jahren versuchte Töpfer die jetzt staatlichen russischen Fellhändler erneut dazu zu bewegen, die Fehschweife extra anzubieten, damit die Fabrikanten möglichst gleichmäßig mit Ware beliefert werden könnten. Um die Zeit wurden die Felle im Handel nicht mehr so schnell abgesetzt und blieben mitsamt der Schweife liegen, bei den Schweifdrehern entstand dadurch eine Warenknappheit, die auch zu erheblichen Preisschwankungen führte. Die Russen lehnten den Wunsch mit der Begründung ab, „dass die Schweife an den Fellen bleiben müssten, damit die Käufer die Provenienz des Felles am Schweif erkennen können“.
Größere Fehschweiffabriken verarbeiteten pro Tag die erstaunliche Zahl von 12.000 Schweifen. Als diese Mengen nicht mehr ausreichten, wurden Fuchsschweife dem gleichen Zweck zugeführt. Bereits 1989 färbte die Firma L. Walters Nachfolger AG. in Markranstädt 1.200.100 Fuchsschweife, im nächsten Jahr waren es nur noch 500.000. Hatten sich die Unternehmen anfangs weitgehend auf Feh- oder Fuchsschweife spezialisiert, stellten sie beginnend um 1930 beide Produkte in ihren Betrieben her. Zu der Zeit begann man auch, die Schweife zu eulanisieren, sie mottenfest zu machen. Gegen Ende des 19. Jahrhunderts kamen die Pelzkolliers in Mode, Fellschals in Tierform, und verdrängten die Fell- und auch die Federboas fast ganz.
Die Fehschweife wurden bereits vor dem Gerben vom Rauchwarenhändler oder vom Zurichter vom Rohfell getrennt. Der Schweifdreher gab sie zum Zurichten, meist auch zu einem anschließenden Färben. Auf der Schweifdrehmaschine wurden sie dann zu Schweifen verschiedener Stärke auf das 1 bis 15fache gedreht, wodurch sie ein volleres Aussehen erhielten. Die gedrehten Schweife oder auch Schweifboas wurden zum Trocknen und Haaraufrichten in den Keller gehängt und anschließend mit der Schere egalisiert. Schweife mit dem höchsten Materialverbrauch waren die kräftigsten. In frühen Jahren wurde jedes Stärkefach mit einem Groschen (10 Pfennig) berechnet. Die Streifen wurden bis zu einem Meter Länge hergestellt und von der Fehschweifkonfektion gekauft, die daraus Capes, Garnituren, Besätze u. s. w. herstellte. Auch der Kürschner um 1900 wendete das Schweifdrehen in seiner Werkstatt an. Der Fehschweif ist zweizeilig, das heißt, das Haar geht in zwei Richtungen. Um das zu verschönern, durchzog er den feuchtgemachten Schweif mit Hilfe einer langen Nadel mit einem Bindfaden und drehte ihn. Dadurch sah der Schweif rund aus und das Haar fiel gleichmäßig nach allen Seiten. Damit er dabei nicht zu kurz wurde, schnitt er oft vorher zwei oder drei Schweife zu einem langen Schweif zusammen.
In den größeren Betrieben waren die einzelnen Arbeitsgänge spezialisiert, bis zum Versand war das fertige Produkt durch bis zu zehn Paar Hände gegangen. Es gab „Mädchen“, die nur das Leder aufschnitten, Schlitzen genannt. Andere sortierten die Schweife nach Haarlänge (Rauche) und Farbe zusammen (Legerinnen), wieder andere nähten die Schweife zusammen (Näherinnen). Weitere Arbeiterinnen machten die zusammengenähten längeren und kürzeren Streifen für den Dreher fertig.
Auch die Pinselohren des Fehfells wurden verwendet. Schwarz eingefärbt dienten sie als Abschluss der gedrehten, imitierten Hermelinschweife.
Am 14. Juli 1921 wurde in Leipzig die Vereinigung Deutscher Schweiffabrikanten, e. V. (V. D. P.) als Interessenvertretung der Branche gegründet. Bei der Gründung gehörten ihr 12 Firmen an, im Jahr 1927 waren es 34 Unternehmen. 10 der Mitglieder waren in Leipzig ansässig, 24 auswärts.
Das 1893 gegründete Unternehmen Fr. W. Förster, Leipzig, Boa- und Schweiffabrik, brachte 1926 neben seinen Spezialitäten in Feh-, Fuchs-, Ziegen, Fuchselin-, Wolf-, Opossum- und Waschbärschweifen („Schuppen-“) zur Neuheitenausstellung einen neuen Artikel unter dem Namen „Skunksettebesatzstreifen“ auf den Markt, in allen modernen Farben lieferbar. - 1925 bot der Rauchwarengroßhändler Jonni Wende gedrehte Fuchsschweife für 3 bis 6 Reichsmark an, naturbelassene für 4 bis 7 Reichsmark.
Kurz nach Beginn der 1930er Jahre begann die Nachfrage nach Schweifen in einem für die betroffenen Unternehmen bedrohlichen Umfang abzunehmen. Mit Hilfe von abgewanderten Mitarbeitern, aber auch durch die Beihilfe Leipziger Schweiffabrikanten, waren in London, Paris, Brüssel und zuletzt in Prag Schweiffabriken entstanden, England, ehemals ein großer Abnehmer, hatte Zollschranken errichtet. Außerdem war die Moderichtung für die Verwendung von Schweifen ungünstig geworden, anstelle von Kleinteilen wurden Pelzjacken und -mäntel verkauft. Die Veränderung ließ sich an dem Verfall der Schweifpreise nachvollziehen: In den Jahren 1926 bis 1931 kostete ½ Kilo Schweife etwa 50 Mark (mehr oder weniger), im Jahr 1934 gab es die gleiche Ware für etwa 3 bis 5 Mark, also etwa den 15. Teil des jahrelang bestandenen Preises. Der Anteil des Arbeitslohns machte inzwischen mehr als die Hälfte des Warenwertes aus. Die Schweifdreher beklagten außerdem, dass ein Großteil ihrer Aufträge jetzt von Kürschnern kamen, die einen Schweif, passend zu einem, vielleicht gefärbten und verblichenen alten Pelzkollier suchten – und ihn dann womöglich wieder zurückschickten, weil der Kürschner ihn nicht als gut genug dazupassend in der Farbe, der Haarlänge oder Qualität empfand. Der Leipziger Pelzveredler Walter Starke wies etwa 1939 darauf hin, dass beim Umfärben von Pelzen die gedrehten Schweife vorher zu entfernen sind, „gedrehte Schweife zerfallen beim Färben“.
Der Leipziger Schweifdreher Max Schödel schildert 1984, wie er trotz Materialproblemen in der Mangelwirtschaft der DDR, vorwiegend aus Kaninfellresten, Schweife herstellte. Die passend sortierten Pelzstücken wurden in einen Zentimeter breite Streifen geschnitten und zusammengenäht. Ein solcher, drei Meter langen Streifen bestand aus etwa 80 Stücken, das daraus gedrehte Produkt war dann etwa einen Meter lang. Das so vorbereitete Material wurde für mehrere Stunden in feuchte Tücher eingeschlagen um das Leder zügiger zu machen. Das Drehen geschah auf der Spezialmaschine. Der dort eingespannte Faden wurde mit Leim bestrichen, ebenso die Lederseite des Fellstreifens. Die beiden Spannvorrichtungen wurden mechanisch über eine Riementransmission angetrieben, mit einem Trittbrett, ähnlich wie bei einer fußbetriebenen Nähmaschine. Die Arbeit erforderte große Sorgfalt und Fingerfertigkeit, damit sich der Streifen gleichmäßig und dicht um den Faden wickelte. Die maximale Länge für einen Schweif bei voller Ausnutzung der Maschinenbreite betrug drei Meter. Nach dem Herausnehmen aus der Maschine wurden die losen Haare ausgeklopft und das Fell feucht eingestrichen. Die von Schödel benutzte Schweifdrehmaschine war bereits etwa 100 Jahre alt.

„Universal-Werkbank mit eingelegter Klopfwelle und Schweifdreh-Vorrichtung“ (1914)
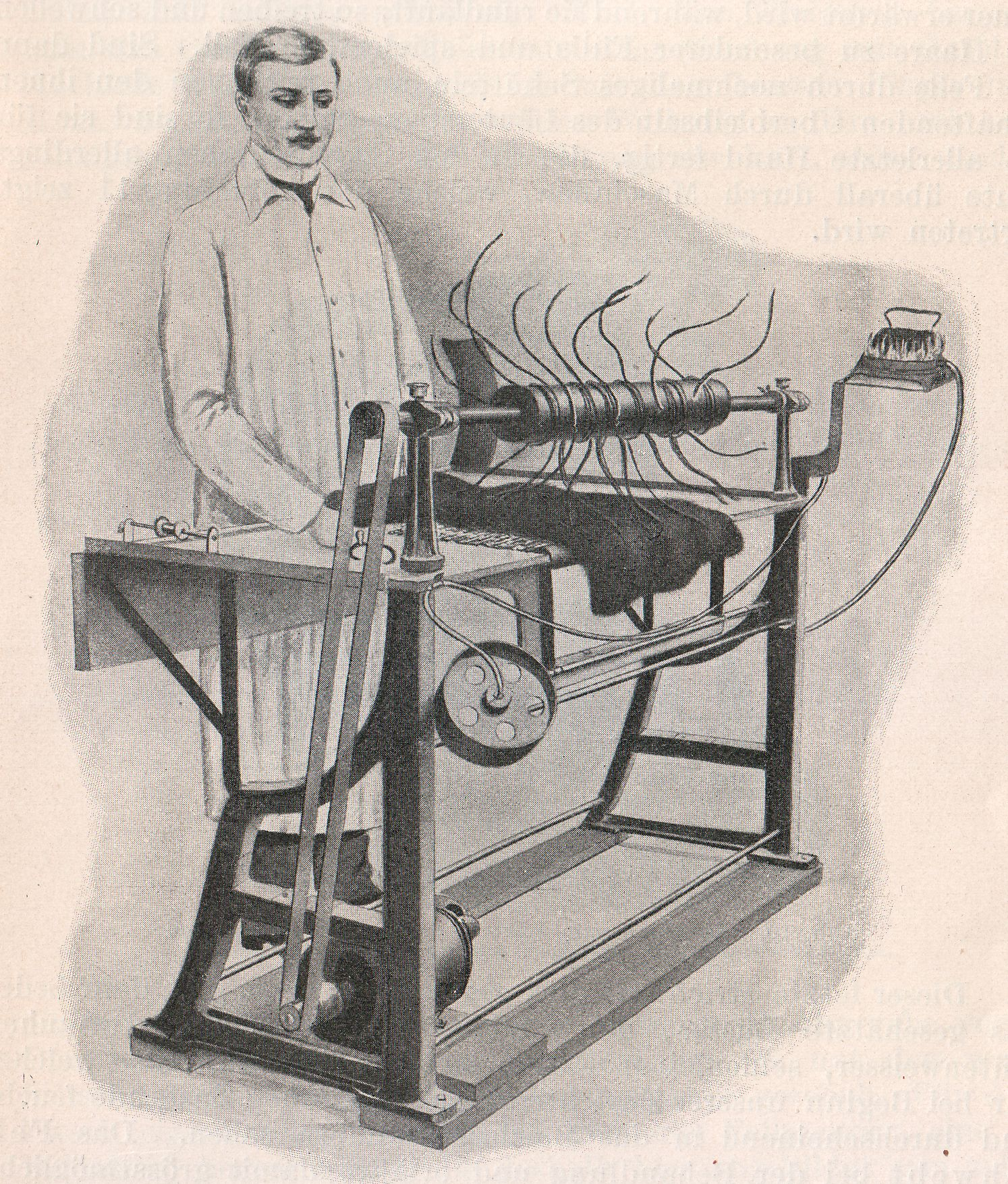
Als Klopfmaschine
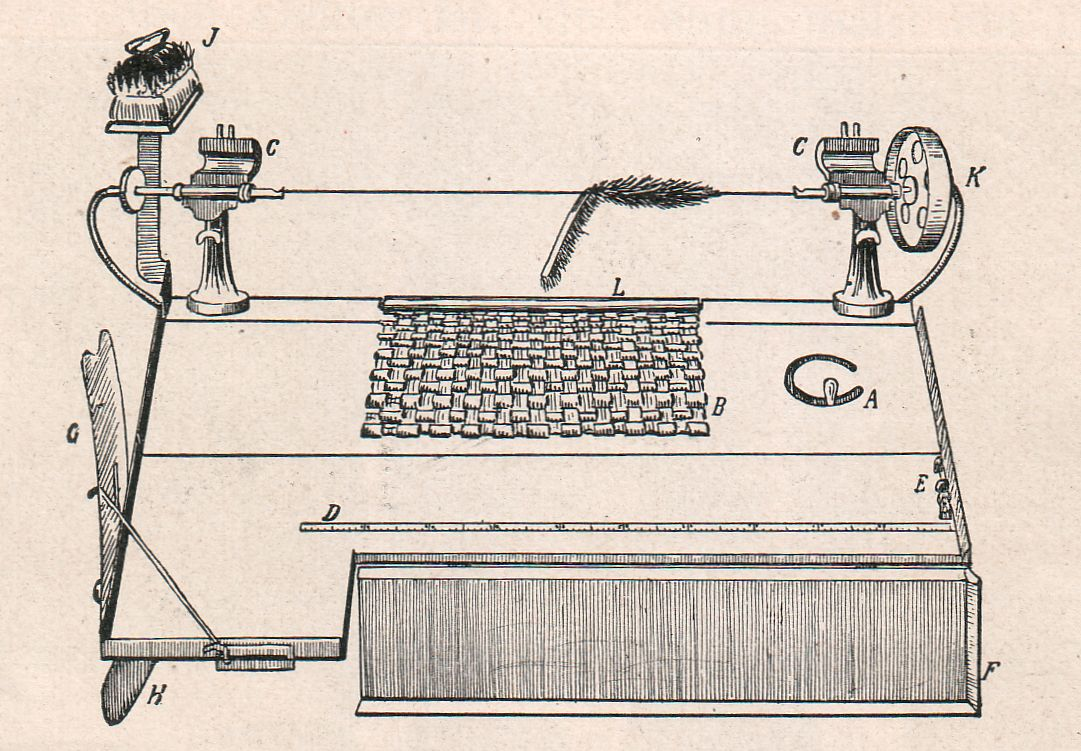
„Arbeitstisch mit eingelegter Schweifdrehvorrichtung in Betrieb“

## Verwendung
Hermelinschweife wurden, wie erwähnt, ursprünglich als Standes- und Statussymbol auf aus Hermelinfell gearbeiteter Kleidung eingesetzt, später des Öfteren auch auf Kleidung aus Fehfell, einer etwas niedriger angeordneten Standeskleidung. Auf alten Bildern und an alten Plastiken, insbesondere des Heiligen Johannes Nepomuk, Schutzpatron der Brücken, finden sich auf seinem Umhang, der Almutie aus Fehfell, unterschiedlich manchmal Feh-, ein andermal Hermelinschweife.
In neuerer Zeit, etwa seit dem 19. Jahrhundert, verbürgerlichte die Pelzmode immer mehr, sie wurde erschwinglicher, Pelze wurden jetzt allgemein mit dem Haar nach außen getragen und Hermelin- und Fehfell war nicht mehr nur hochgestellten Persönlichkeiten vorbehalten. Um 1900 war fast jeder Hermelinpelz mit Schweifen garniert. Es gab Fellschals, die bis zu 14 aufgesetzte Köpfe („Aufputzköpfchen“) und Schweife hatten. Eine große Mode waren auch Fellkolliers, das sind Schals in Tierform mit Kopf, Pfoten und Schwanz. Da die natürlichen Schweife oft hierfür unbrauchbar waren, mussten sie aus Fellresten imitiert werden. Um die 1920er Jahre begann man die gedrehten Schweife flächig weiterzuverarbeiten, zu Kragen, Capes, Schals und andere Kleinteilen.
Fellschweife wurden als Anhänger an Schlüsselbunden, Taschen und anderen Gebrauchsgegenständen in den letzten Jahrzehnten unterschiedlich stark genutzt. In den 1970er Jahren war ein Fuchsschweif ein Symbol für „prollige“ Opel-Manta-Fahrer, die damit ihre Autoantennen schmückten. Auch ein Bonanza-Fahrrad war zur gleichen Zeit ohne Rotfuchsschweif eigentlich nicht komplett. Bei der derzeit wieder starken Nachfrage nach Fellschweifen ist es eher verwunderlich, dass dieser Handwerkszweig, zumindest in China, dem derzeitigen Hauptproduktionsland für Pelze, offenbar nicht wiederbelebt wurde (2013).

Schweifverwendungen – gedrehte Schweife sind unter den natürlichen kaum herauszukennen
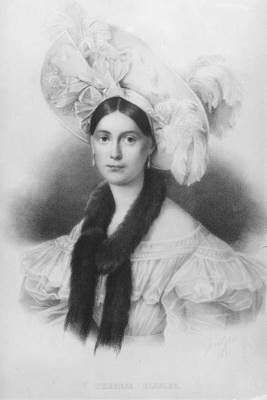
Fuchsschweifboa. Tänzerin Therese Elßler (1808–1878)
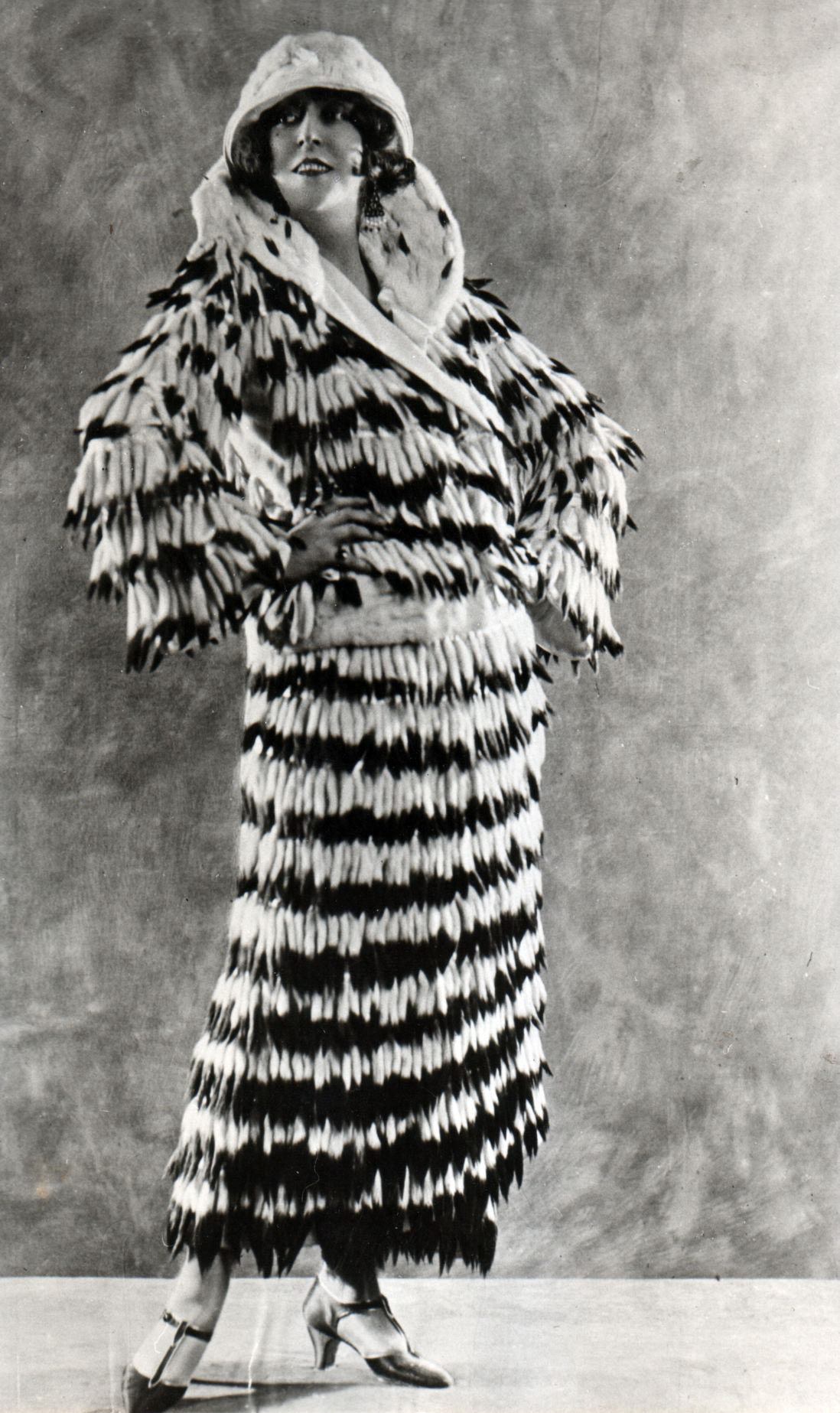
Mantel aus Hermelinschweifen (etwa Anfang 1900)
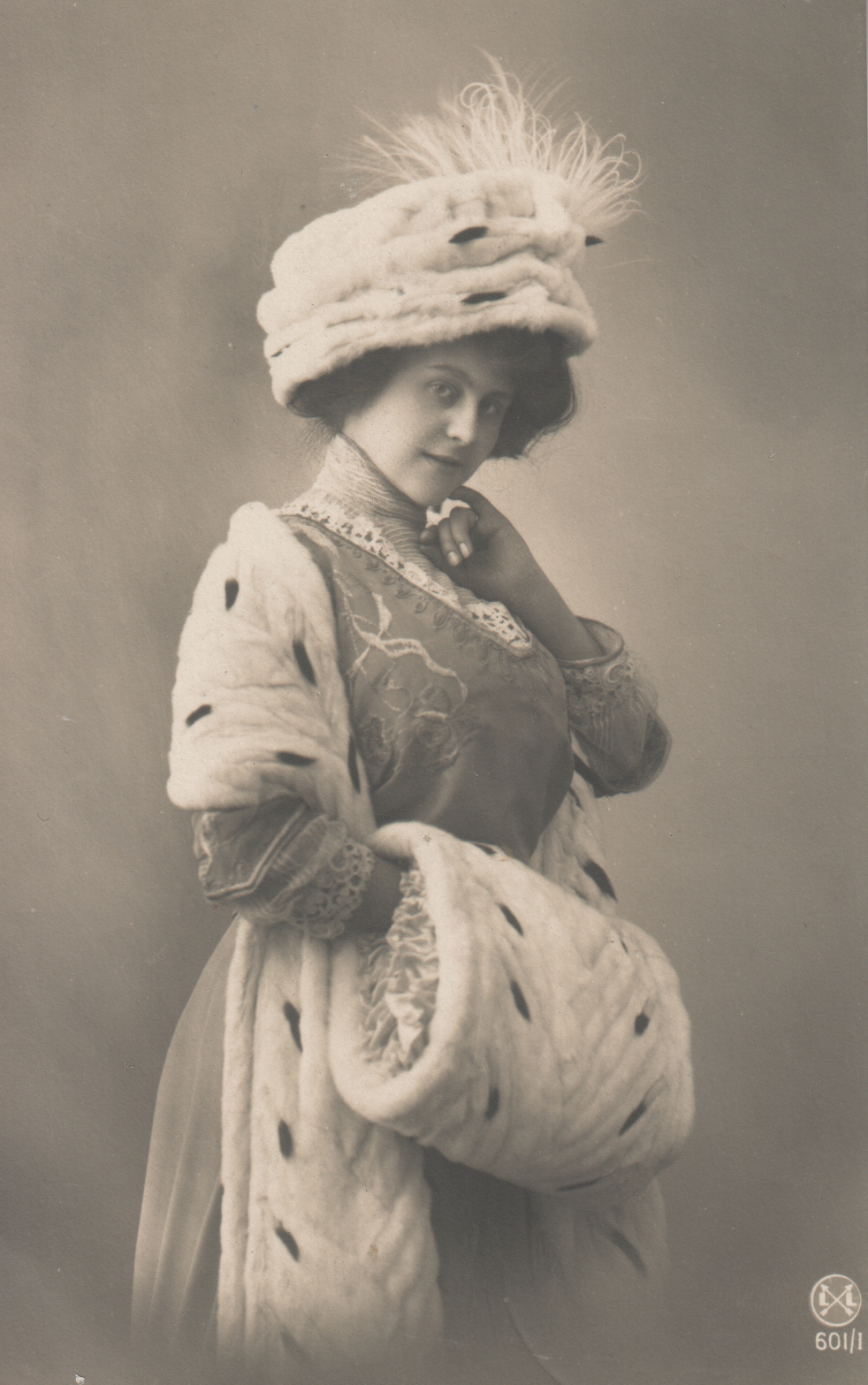
Hermelinhut, -schal- und -muff mit Schweifen (um 1910)
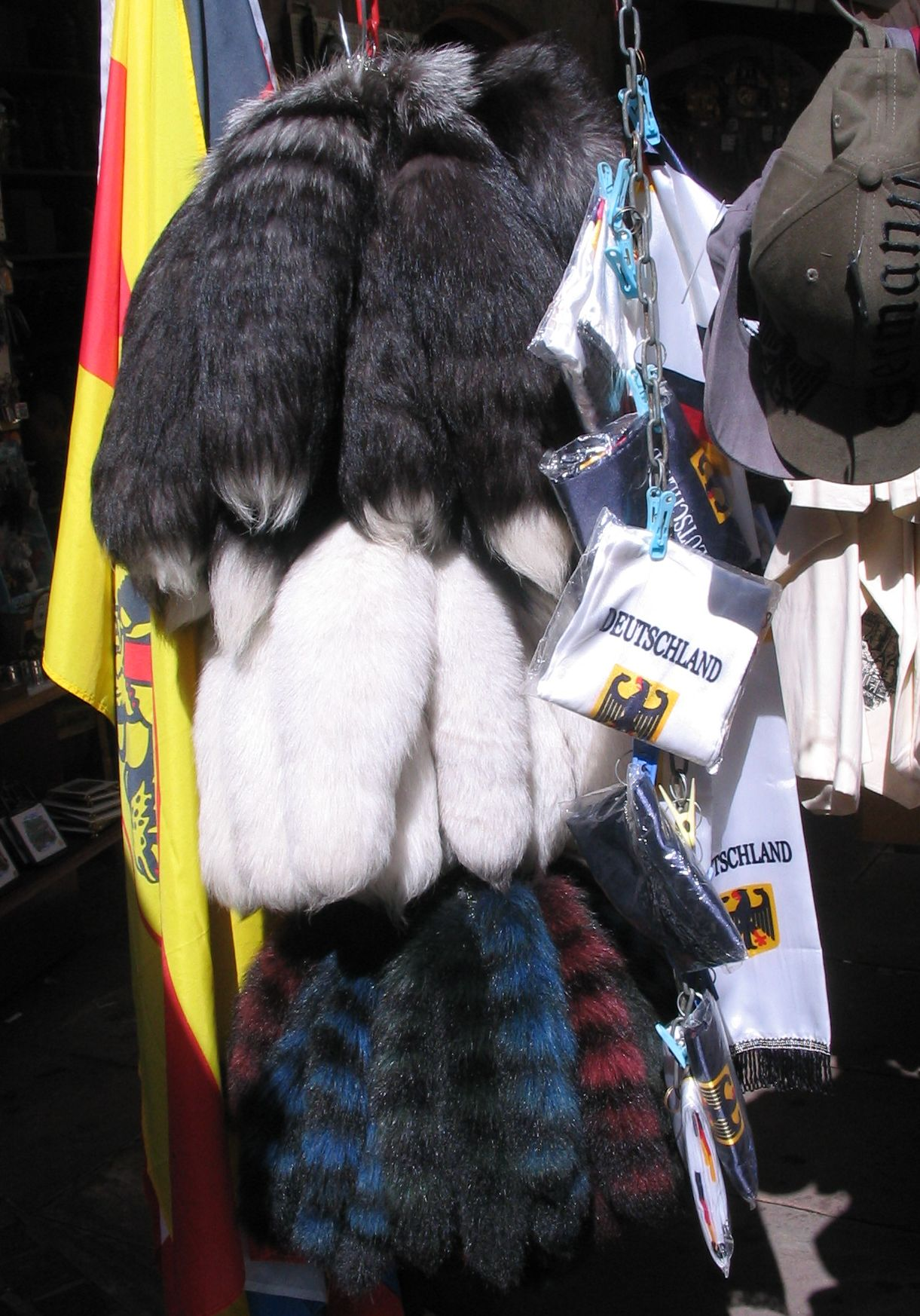
Schweife als Schlüsselanhänger (Heidelberg, 2011)

## Anmerkung
In der Pelzfachliteratur wird auch eine „unnatürliche Schweifdrehung bei der Pelzverarbeitung“ beschrieben. Hierbei handelt es sich nicht um das oben behandelte Schweifdrehen, sondern um die Beobachtung, dass sich bei rohen, vor allem aber bei gegerbten Fellen, die Schweife häufig spiralförmig (schraubig) verdrehen, insbesondere bei langhaarigen Schweifen. Besonders auffällig ist dies beim Rotfuchs. Sie entsteht meist vermutlich durch eine ungleiche Schrumpfung der Schweifhaut beim Trocknen oder durch das Herausdrehen des Schweifkörpers beim Entfleischen.

## Weblinks

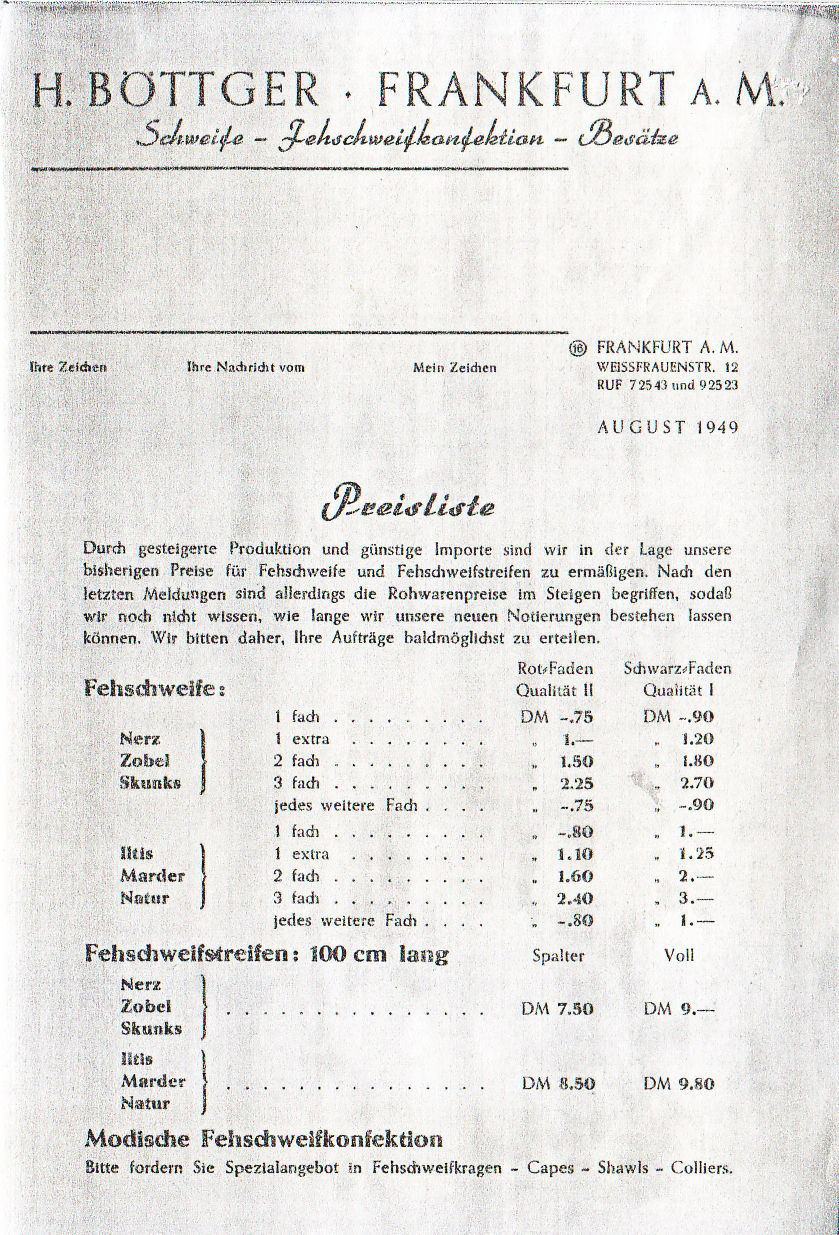
Gedrehte Fehschweife, Preisliste für verschiedene Einfärbungen, Drehdichten, Qualitäten und Längen der Firma H. Böttger, Frankfurt am Main, 1949